# Maldon
Maldon – miasto i civil parish w Anglii, w hrabstwie Essex, w dystrykcie Maldon. Leży 14 km na wschód od miasta Chelmsford i 61 km na północny wschód od Londynu. W 2001 roku miasto liczyło 20 731 mieszkańców. W 2011 roku civil parish liczyła 14 220 mieszkańców. Maldon jest wspomniane w Domesday Book (1086) jako Malduna/Meldona/Melduna.

## Współpraca
- Cuijk, Holandia